# Juego L

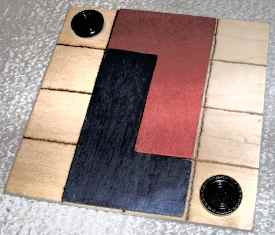
Posición inicial del juego L.

El juego L es un juego abstracto para dos jugadores creado por Edward de Bono en 1972. Se juega con un tablero de 4 x 4 casillas, una pieza en forma de L de dimensiones 3x2 para cada jugador y 2 piezas neutrales que no pertenecen a ninguno de ambos, pero que pueden ser movidas por cualquiera de los dos.

## Mecánica de juego
Cada jugador, por turnos, debe mover su pieza L hacia una nueva posición. La pieza puede levantarse, girarse, o volverse del revés y luego colocarse otra vez sobre el tablero en cualquier lugar o posición. Se considera que una posición es nueva si por lo menos una de las casillas cubiertas es diferente. La pieza puede colocarse en cualquier lugar del tablero siempre que cubra una configuración exacta de cuadros no ocupados por ninguna otra pieza. Después de mover la pieza L, el jugador puede, si lo desea, mover una cualquiera de las piezas neutrales a cualquier casilla desocupada.
El objeto del juego es forzar al oponente a una posición desde la cual no puede mover más. Se gana la partida cuando el oponente no puede cambiar la posición de su pieza L (Ésta debe moverse siempre antes de tocar ninguna pieza neutral).